# Pont María Cristina

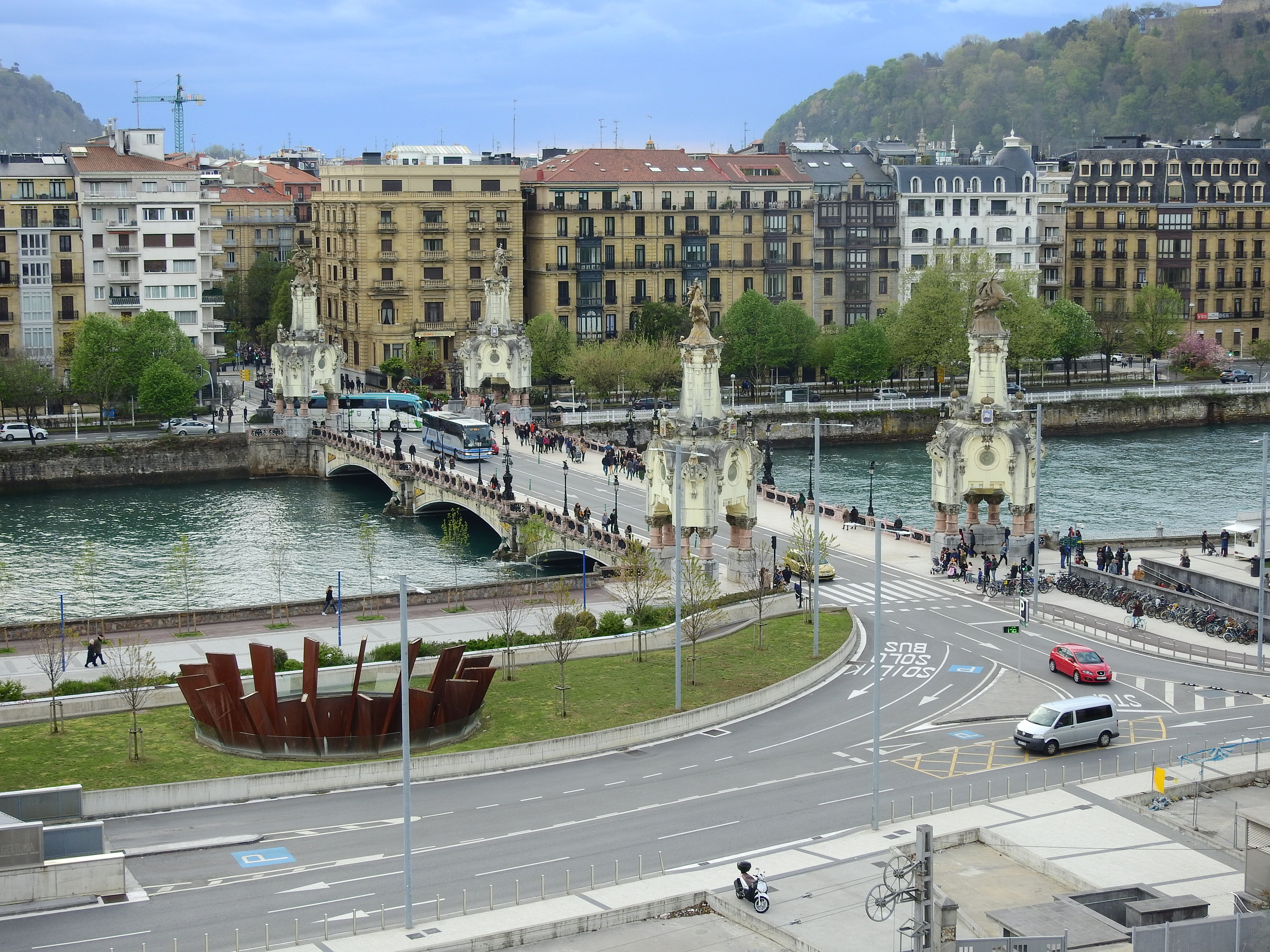
Le pont de María Cristina

Le pont María Cristina est un pont sur la rivière Urumea qui traverse la ville basque de Saint-Sébastien dans le nord de l'Espagne. Il est baptisé du nom de la reine Marie-Christine.

## Construction et inauguration
En 1893 on a construit une passerelle provisoire de bois qui permettait l'accès direct depuis le centre de la ville à la gare du Nord, de l'arène ou du vélodrome.
La banque de dépôt municipale (Caja de Ahorros Municipal) a payé la construction du pont avec un crédit sur cent années sans intérêt. Messieurs Ribera et Zapata ont été les auteurs de ce projet et Marcelo Sarasola et José Goicoa, respectivement ingénieur et architecte municipaux.
Il faut souligner les quatre larges colonnes ornementales situées à ses extrémités, inspirées des colonnes du pont Alexandre-III de Paris. Elles mesurent 18 mètres de haut et sont agrémentées de groupes sculpturaux.
Le pont a été construit en béton armé, une nouveauté pour l'époque, avec trois arches de 24 mètres de portée (distance horizontale entre les appuis d'un arc), 20 mètres de large et 88 mètres de longueur.

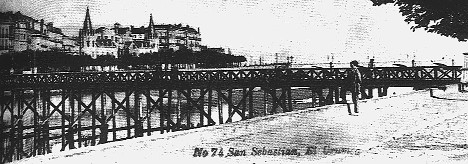
Le pont María Cristina en 1893

Le pont définitif a été inauguré le 20 janvier 1905, lors de la fête de Saint-Sébastien. La veille, le 19 janvier, le vieux pont de bois a vu sa circulation suspendue. Il a été détruit par la suite.
La cérémonie a débuté à 15h avec la banda la Unión, suivi des bandas de deux compagnies d'infanterie puis de celle de la mairie avec toute la corporation, presse, etc., parties de la rue Pescadería. Sur tout le parcours, les balcons étaient décorés. En cas de mauvais temps, il était prévu de faire le trajet dans un tramway spécial.
Un public nombreux se pressait dans les rues proches. Les cloches sonnaient à tout va annonçant l'arrivée des autorités religieuses.
Plus tard l'Orphéon Donostiarra (gentilé de Saint-Sébastien) et le chœur de l'Académie municipale de musique (l'Academia Municipal de Música) formé par 110 enfants, ont chanté un hymne composé à cette occasion par le maître Santesteban.

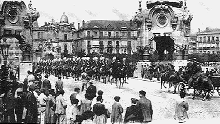
Accueil royal du 20 janvier 1905

Vers 18h30 presque tout le voisinage s'est rendu près de la gare du nord pour assister aux feux d'artifice et au Toro de fuego. Saint-Sébastien avait passé trois années sans festivité populaire en protestation de l'interdiction par la mairie d'organiser des sokamuturrak, estimant que cette fête « était plus digne d'un petit village que d'une grande capitale ». C'est ainsi que ce 14 janvier 1902 l'indignation des jeunes gens s'est manifestée par des jets de pierres sur les réverbères, vitrines, centres officiels et les rédactions des quotidiens. Ce jour-là on a pris des mesures policières pour éviter les troubles. Le taureau était accompagné de dix agents avec des matraques préparées et quelques mètres derrière marchaient d'autres agents de sécurité, ce qui a provoqué une manifestation bruyante du voisinage. C'est ainsi que s'est terminée la journée de l'inauguration.